# Ettore Scola
Ettore Scola (n. 10 mai 1931, Trevico – d. 19 ianuarie 2016, Roma) a fost un regizor și scenarist italian.
După ce a studiat dreptul, devine ziarist și scenarist, mai întâi lucrând "la negru", apoi, începând cu 1952, semnând numeroase scenarii cu propriul nume.
Este recunoscut de către cinefili pentru Balul, realizat în 1983, iar cu Călătoria Căpitanului Fracasse este nominalizat la Ursul de aur, în 1991, la Festivalul internațional de film de la Berlin, atât ca scenarist cât și ca regizor.

## Date și evenimente
- 1947-1952: Lucrează la diverse ziare umoristice precum Marco Aurelio (săptămânal satiric)
- 1948-1952: Scrie vreo douăzeci de scenarii, mai ales comedii, în special pentru actorul Totò
- 1950: Începe cariera lui la radio scriind Rosso e nero, il teatrino de Alberto Sordi
- 1954-2007: semneaz ca scenrist și/sau regizor peste 40 de producții cinematografice.

## Filmografie
(R) = ca regizor, (S) = ca scenarist
- 1953 : Due notti con Cleopatra de Mario Mattoli (S)
- 1955 : Lo scapolo de Antonio Pietrangeli (S)
- 1956 : Guardia, guardia scelta, brigadiere e maresciallo de Mauro Bolognini (S)
- 1960 : Il Mattatore de Dino Risi (S)
- 1962 : Il Sorpasso de Dino Risi (S)
- 1964 : Se permettete parliamo di donne (S, R)
- 1965 : Il Gaucho de Dino Risi (S)
- 1965 : L'Arcidiavolo (R)
- 1967 : Made in Italy de Nanni Loy (S)
- 1968 : Riusciranno i nostri eroi a ritrovare l'amico misteriosamente scomparso in Africa? (R, S)
- 1969 : Il Commissario Pepe (R,S)
- 1970 : Gelozie în stil italian (Dramma della Gelosia) (R, S)
- 1972 : Cea mai frumoasă seară din viața mea (La Più bella serata della mia vita) (R, S)
- 1973 : Trevico-Turin (R)
- 1974 : Cât de mult ne-am iubit (C'eravamo tanto amati) (R, S)
- 1976 : Urâți, murdari și răi (Brutti, sporchi e cattivi) (R)
- 1977 : Signore e signori, buonanotte (R)
- 1977 : O zi deosebită (Una Giornata Particolare) (R, S)
- 1978 : I Nuovi monstri (R, S)
- 1980 : Terasa (La Terrazza) (R, S)
- 1981 : Patima iubirii (Passione d'amore) (R, S)
- 1982 : Il mondo nuovo (R)
- 1983 : Ballando ballando (R)
- 1985 : Maccheroni (R)
- 1987 : Familia (La Famiglia) (R, S)
- 1988 Splendoare (Splendor) (R)
- 1989 : Cât e ceasul? (Che ora e?) (R)
- 1990 : Călătoria Căpitanului Fracasse (Il Viaggio di Capitan Fracassa) (R, S)
- 1993 : Mario, Maria, Mario (R, S)
- 1995 : Romanzo di un giovane povero (R, S)
- 1998 : La Cena (R, S)
- 2001 : Concorrenza sleale (R)
- 2003 : Gente di Roma (R, S)

## Legături externe
Materiale media legate de Ettore Scola la Wikimedia Commons
- Ettore Scola la Internet Movie Database